# GNU Binutils
GNU Binary Utilities, meglio note come GNU Binutils, è una collezione di programmi per la creazione e la gestione di file binari, oggetto, librerie, dati del profilo e codice sorgente dell'assembly.
Il pacchetto binutils comprende programmi come ld e può essere utilizzato in combinazione con compilatori quali GCC. Il suo codice sorgente è distribuito insieme al GNU Debugger sotto licenza GNU General Public License ed è disponibile per numerosi sistemi operativi Unix-like, incluso Linux.
La maggior parte del software utilizza la libreria Binary File Descriptor e alcuni programmi fanno uso della libreria opcodes. Esistono porte per diversi sistemi, tra cui la maggior parte delle varianti UNIX, Windows, Mac OS X e (parzialmente) OS/2.

## Strumenti
Sono stati originariamente scritti dai programmatori di Cygnus Solutions.
Le binutils GNU sono in genere usate insieme a compilatori come GNU Compiler Collection (gcc), strumenti di costruzione come make e GNU Debugger (gdb).
Attraverso l'uso della libreria di descrittori di file binari (libbfd), la maggior parte degli strumenti supporta i vari formati di file oggetto supportati da libbfd.
H.J. Lu mantiene una versione di binutils con funzionalità puramente per Linux.

## Comandi
Le binutils includono i seguenti comandi:
| as        | Linguaggio assembly, popolarmente noto come GAS (Gnu ASsembler) |
| ld        | Linking                                                         |
| gprof     | Analisi delle prestazioni del software                          |
| addr2line | converti l'indirizzo in file e riga                             |
| ar        | creare, modificare ed estrarre dagli archivi                    |
| c++filt   | Nome filtro di differenziazione, per simboli in linguaggio C++  |
| dlltool   | Crea file per la creazione e l'utilizzo di DLL                  |
| gold      | Linking alternativa                                             |
| nlmconv   | conversione del file oggetto in a NetWare Loadable Module       |
| nm        | elenca i simboli nei file oggetto                               |
| objcopy   | copiare i file oggetto, eventualmente apportando modifiche      |
| objdump   | scaricare informazioni sui file oggetto                         |
| ranlib    | generare indici per gli archivi                                 |
| readelf   | visualizza il contenuto di ELF file                             |
| size      | elenca le dimensioni totali e di sezione                        |
| strings   | elenca le stringhe stampabili                                   |
| strip     | rimuove i simboli da un file oggetto                            |
| windmc    | generates Windows message resources                             |
| windres   | compilatore per Windows resource files                          |

## elfutils
Ulrich Drepper ha scritto elfutils, in sostituzione di GNU Binutils, esclusivamente per Linux e con supporto solo per ELF e DWARF.